# 아나폴리스 (메릴랜드주)

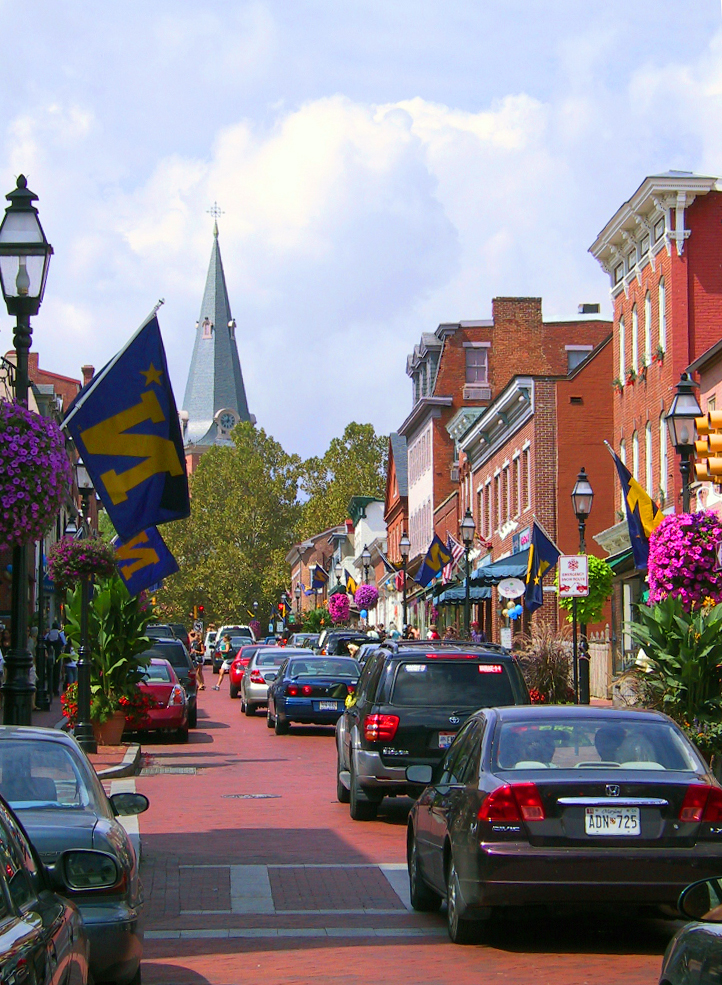
아나폴리스

아나폴리스(영어: Annapolis 어내펄리스[*])는 미국 메릴랜드주 중부 앤어런델군에 있는 메릴랜드 주의 주도이다. 미국 해군사관학교의 소재지이다.
체서피크 만 서쪽 둑에 위치한 세번강에 뻗어있다. 식민지 건물들은 아나폴리스에 역사적인 매력을 주었는 데, 1763년 윌리엄 페카 총독이 세운 페카 하우스와 1772년에 붉은 벽돌로 세운 스테이트 하우스를 포함한다. 스테이트 하우스는 아직도 주의회에 의하여 활발히 쓰이는 오래된 주의사당이다. 아나폴리스는 1783년 11월 26일부터 1784년 6월 3일까지 미국의 수도였는 데, 이때 대륙 회의는 스테이트 하우스에서 모임을 가졌다. 세인트 존 칼리지는 1696년에 학원으로 창건되었다.
아나폴리스는 도시 자체가 항해의 중심지로 알려졌다.
1649년 청교도들에 의하여 설립되었고, 1708년에 도시화시킨 영국의 앤 여왕이 자신의 이름을 따서 이름을 붙였다.

## 인구
| 인구조사              | 인구   | Note  | %±     |
| --------------------- | ------ | ----- | ------ |
| 1820년                | 2,260  |       | —      |
| 1830년                | 2,623  |       | 16.1%  |
| 1840년                | 2,792  |       | 6.4%   |
| 1850년                | 3,011  |       | 7.8%   |
| 1860년                | 4,529  |       | 50.4%  |
| 1870년                | 5,744  |       | 26.8%  |
| 1880년                | 6,642  |       | 15.6%  |
| 1890년                | 7,604  |       | 14.5%  |
| 1900년                | 7,657  |       | 0.7%   |
| 1910년                | 8,262  |       | 7.9%   |
| 1920년                | 8,518  |       | 3.1%   |
| 1930년                | 9,803  |       | 15.1%  |
| 1940년                | 9,542  |       | −2.7%  |
| 1950년                | 10,047 |       | 5.3%   |
| 1960년                | 23,385 |       | 132.8% |
| 1970년                | 30,095 |       | 28.7%  |
| 1980년                | 31,740 |       | 5.5%   |
| 1990년                | 33,187 |       | 4.6%   |
| 2000년                | 35,838 |       | 8.0%   |
| 2010년                | 38,394 |       | 7.1%   |
| 2019 (추산)           | 39,223 | [ 1 ] | 2.2%   |
| U.S. Decennial Census |        |       |        |

## 기후
| 아나폴리스의 기후                                                | 아나폴리스의 기후 | 아나폴리스의 기후 | 아나폴리스의 기후 | 아나폴리스의 기후 | 아나폴리스의 기후 | 아나폴리스의 기후 | 아나폴리스의 기후 | 아나폴리스의 기후 | 아나폴리스의 기후 | 아나폴리스의 기후 | 아나폴리스의 기후 | 아나폴리스의 기후 | 아나폴리스의 기후 |
| 월                                                               | 1월               | 2월               | 3월               | 4월               | 5월               | 6월               | 7월               | 8월               | 9월               | 10월              | 11월              | 12월              | 연간              |
| ---------------------------------------------------------------- | ----------------- | ----------------- | ----------------- | ----------------- | ----------------- | ----------------- | ----------------- | ----------------- | ----------------- | ----------------- | ----------------- | ----------------- | ----------------- |
| 역대 최고 기온 °C (°F)                                           | 25 (77)           | 28 (83)           | 33 (92)           | 35 (95)           | 37 (98)           | 39 (103)          | 41 (105)          | 41 (106)          | 37 (99)           | 34 (94)           | 29 (85)           | 26 (78)           | 41 (106)          |
| 일평균 최고 기온 °C (°F)                                         | 6.2 (43.1)        | 7.3 (45.2)        | 11.7 (53.1)       | 17.6 (63.7)       | 22.8 (73.0)       | 27.5 (81.5)       | 30.0 (86.0)       | 28.7 (83.7)       | 25.2 (77.4)       | 19.5 (67.1)       | 13.4 (56.2)       | 8.4 (47.2)        | 18.2 (64.8)       |
| 일일 평균 기온 °C (°F)                                           | 2.5 (36.5)        | 3.6 (38.4)        | 7.6 (45.7)        | 13.0 (55.4)       | 18.4 (65.1)       | 23.7 (74.6)       | 26.1 (79.0)       | 25.1 (77.1)       | 21.7 (71.1)       | 15.4 (59.7)       | 9.6 (49.3)        | 4.8 (40.6)        | 14.3 (57.7)       |
| 일평균 최저 기온 °C (°F)                                         | −1.2 (29.8)       | −0.3 (31.5)       | 3.5 (38.3)        | 8.4 (47.2)        | 14.1 (57.3)       | 19.8 (67.7)       | 22.2 (71.9)       | 21.4 (70.5)       | 18.2 (64.8)       | 11.2 (52.2)       | 5.7 (42.3)        | 1.2 (34.1)        | 10.4 (50.7)       |
| 역대 최저 기온 °C (°F)                                           | −22 (−8)          | −21 (−6)          | −12 (10)          | −11 (13)          | 0 (32)            | 2 (35)            | 10 (50)           | 8 (46)            | 3 (37)            | −3 (26)           | −11 (13)          | −18 (−1)          | −22 (−8)          |
| 평균 강수량 mm (인치)                                            | 72 (2.84)         | 60 (2.38)         | 97 (3.80)         | 86 (3.38)         | 80 (3.15)         | 103 (4.04)        | 125 (4.94)        | 108 (4.27)        | 131 (5.14)        | 103 (4.04)        | 77 (3.03)         | 76 (2.98)         | 1,117 (43.99)     |
| 평균 강수일수 (≥ 0.01 인치)                                      | 9.0               | 9.0               | 11.0              | 11.0              | 12.0              | 11.0              | 12.0              | 11.0              | 10.0              | 9.0               | 8.0               | 10.0              | 116.0             |
| 출처: 미국 해양대기청 (평년값: 1991년~2020년, 극값: 1894년~현재) |                   |                   |                   |                   |                   |                   |                   |                   |                   |                   |                   |                   |                   |

## 자매 도시
- 에스토니아 탈린
- 영국 뉴포트
- 영국 덤프리스
- 아일랜드 웩스퍼드
- 캐나다 아나폴리스로열
- 스웨덴 카를스크로나
- 미국 레드우드 시티
- 브라질 니테로이
- 대한민국 경상북도 안동시